# 홍섬
홍섬(洪暹, 1504년 10월 17일(음력 9월 10일)~1585년 3월 11일(음력 2월 11일))는 조선의 문신이다. 본관은 남양 토홍계으로 아버지는 영의정 홍언필이며, 조광조의 문인이다. 자는 퇴지(退之), 호는 인재(忍齋), 시호는 경헌(景憲)이다. 광국원종공신 1등에 추서되었다.

## 생애
1528년(중종 23) 사마시에 합격하여 생원이 되었다.
1531년 식년문과에 병과로 급제한 뒤, 정언을 지냈다.
1535년 이조좌랑으로서 김안로(金安老)의 전횡을 탄핵하다가 그 일당인 허항(許沆)의 무고로 흥양에 유배되었다.
1537년 김안로가 사사(賜死)된 뒤 3년 만에 석방되었다(1540). 그 뒤 수찬, 부제학, 경기도관찰사, 대사헌을 거쳤다.
1552년(명종 7) 청백리(淸白吏)에 녹선(錄選)되었다. 
1558년 좌찬성으로 이조판서를 겸하였다
이듬해(1559) 좌찬성 겸 이조판서로서 대제학을 겸하게 되자 삼대임(三大任)을 겸할 수 없다 하여 좌찬성을 사임하였다.
1560년 이조판서 겸 대제학으로서 이량(李樑)의 횡포를 탄핵하다가 사직하였다
1563년 판의금부사로 복직되어 예문관 · 홍문관의 대제학을 지냈다.
1567년 예조판서가 되었다. 그 해 6월 28일 명종이 승하하고 7월 3일 선조가 즉위하자 예조판서로서 원상(院相, 어린 임금을 보좌하던 연로한 정승)으로 서정(庶政)을 처결하였다.
1568년  4월 1일 우의정에 올랐다.(1568.4.1-1571.5.1)
1571년(선조 4)  5월 1일  다시 좌의정이 되어 궤장(几杖)을 하사받았다.(1571.5.1-1573.3.12/1차)
1574년 4월 11일 영의정에 승진되었다(1574.4.11-8.10/1차).
1575년 7월 1일 다시 영의정이 되었다(1575.7.1-1576.8.1/2차)
1576년 12월 6일 다시 좌의정이 되었다(1576.12.6-1578.11.1/2차)
1578년 11월 1일 좌의정을 사임하고 다시 영의정이 되었다.(1578.11.1-1579.2.1/3차) 
1585년 사후 남양의 안곡사(安谷祠)에 제향되었고, 시호는 경헌(景憲)이다.
문장에 능하고 경서에 밝았으며 검소하였다.
흥양으로 유배당하였을 때 자신의 심경을 노래한 가사 「원분가(寃憤歌)」가 있으며, 저서로 『인재집』과 『인재잡록』이 있다. 
1591년(선조 24) 종계변무가 성사되자 그는 광국원종공신 1등에 추서되었다.

## 가족 관계[3]
- 조부 : 홍형(洪泂)
- 조모 : 조충손의 딸
  - 아버지 : 홍언필(洪彦弼)
  - 어머니 : 여산 송씨, 영의정 송질의 딸[4]
    - 부인 : 유홍(柳泓)의 딸
    - 부인 : 청주 한씨 - 한확의 6대손, 한자(韓慈)의 딸
      - 아들 : 홍기영(洪耆英)
      - 며느리 : 풍산 심씨 - 심수경의 딸
        - 손자 : 홍경소(洪敬紹)
        - 손자 : 홍경철(洪敬哲)
        - 손자 : 홍경찬(洪敬纘)

      - 딸 : 남양군부인
      - 사위 : 하원군
        - 외손자 : 당은군 인령
        - 외손자 : 익성군 향령
        - 외손자 : 영제군 석령
        - 외손녀 : 이희령(李稀齡)
        - 외손서 : 기자헌

    - 첩
      - 아들 : 홍기년(洪耆年)
      - 아들 : 홍기수(洪耆壽)
      - 아들 : 홍기형(洪耆亨)

## 같이 보기
- 기영회도 - 보물 제1328호